# The Platinum Collection (Enigma-album)
A The Platinum Collection az Enigma 2009-ben box set formátumban megjelent válogatásalbuma. Három CD-ből áll: az elsőn az addig megjelent legnépszerűbb Enigma-dalok szerepelnek, a másodikon remixek, a harmadikon Michael Cretu korábban kiadatlan dalai.

## Számlista
1. lemez
| The Greatest Hits | The Greatest Hits            | The Greatest Hits | The Greatest Hits | The Greatest Hits | The Greatest Hits | The Greatest Hits | The Greatest Hits | The Greatest Hits | The Greatest Hits |
| #                 | Cím                          | Hossz             |                   |                   |                   |                   |                   |                   |                   |
| ----------------- | ---------------------------- | ----------------- | ----------------- | ----------------- | ----------------- | ----------------- | ----------------- | ----------------- | ----------------- |
| 1.                | Sadeness (Part I)            | 4:20              |                   |                   |                   |                   |                   |                   |                   |
| 2.                | Mea Culpa (Orthodox Version) | 4:01              |                   |                   |                   |                   |                   |                   |                   |
| 3.                | Principles of Lust           | 3:26              |                   |                   |                   |                   |                   |                   |                   |
| 4.                | The Rivers of Belief         | 4:23              |                   |                   |                   |                   |                   |                   |                   |
| 5.                | Return to Innocence          | 4:11              |                   |                   |                   |                   |                   |                   |                   |
| 6.                | Age of Loneliness            | 4:16              |                   |                   |                   |                   |                   |                   |                   |
| 7.                | Out from the Deep            | 4:32              |                   |                   |                   |                   |                   |                   |                   |
| 8.                | Beyond the Invisible         | 4:35              |                   |                   |                   |                   |                   |                   |                   |
| 9.                | T.N.T. for the Brain         | 4:03              |                   |                   |                   |                   |                   |                   |                   |
| 10.               | Gravity of Love              | 4:00              |                   |                   |                   |                   |                   |                   |                   |
| 11.               | Push the Limits              | 3:54              |                   |                   |                   |                   |                   |                   |                   |
| 12.               | Turn Around                  | 3:57              |                   |                   |                   |                   |                   |                   |                   |
| 13.               | Voyageur                     | 3:55              |                   |                   |                   |                   |                   |                   |                   |
| 14.               | Boum-Boum                    | 3:43              |                   |                   |                   |                   |                   |                   |                   |
| 15.               | Following the Sun            | 4:18              |                   |                   |                   |                   |                   |                   |                   |
| 16.               | Seven Lives                  | 3:47              |                   |                   |                   |                   |                   |                   |                   |
| 17.               | La Puerta del Cielo          | 3:33              |                   |                   |                   |                   |                   |                   |                   |
| 1:08:54           |                              |                   |                   |                   |                   |                   |                   |                   |                   |

2. lemez
| The Remix Collection | The Remix Collection                          | The Remix Collection | The Remix Collection | The Remix Collection | The Remix Collection | The Remix Collection | The Remix Collection | The Remix Collection | The Remix Collection |
| #                    | Cím                                           | Hossz                |                      |                      |                      |                      |                      |                      |                      |
| -------------------- | --------------------------------------------- | -------------------- | -------------------- | -------------------- | -------------------- | -------------------- | -------------------- | -------------------- | -------------------- |
| 1.                   | Sadeness (U.S. Violent Mix)                   | 5:05                 |                      |                      |                      |                      |                      |                      |                      |
| 2.                   | Mea Culpa (Fading Shades Mix)                 | 6:16                 |                      |                      |                      |                      |                      |                      |                      |
| 3.                   | Principles of Lust (Everlasting Lust Mix)     | 5:09                 |                      |                      |                      |                      |                      |                      |                      |
| 4.                   | Return to Innocence (Long & Alive Version)    | 7:07                 |                      |                      |                      |                      |                      |                      |                      |
| 5.                   | Age of Loneliness (Enigmatic Club Mix)        | 6:22                 |                      |                      |                      |                      |                      |                      |                      |
| 6.                   | Out from the Deep (Trance Mix)                | 5:50                 |                      |                      |                      |                      |                      |                      |                      |
| 7.                   | T.N.T. for the Brain (Midnight Man Mix)       | 5:57                 |                      |                      |                      |                      |                      |                      |                      |
| 8.                   | Gravity of Love (Judgement Day Club Mix)      | 6:13                 |                      |                      |                      |                      |                      |                      |                      |
| 9.                   | Push the Limits (ATB Remix)                   | 8:31                 |                      |                      |                      |                      |                      |                      |                      |
| 10.                  | Voyageur (Club Mix)                           | 6:25                 |                      |                      |                      |                      |                      |                      |                      |
| 11.                  | Boum-Boum (Chicane Club Edit)                 | 5:03                 |                      |                      |                      |                      |                      |                      |                      |
| 12.                  | Dreaming of Andromeda (Jean F. Cochois Remix) | 7:29                 |                      |                      |                      |                      |                      |                      |                      |
| 1:15:27              |                                               |                      |                      |                      |                      |                      |                      |                      |                      |

3. lemez
| The Lost Ones | The Lost Ones | The Lost Ones | The Lost Ones | The Lost Ones | The Lost Ones | The Lost Ones | The Lost Ones | The Lost Ones | The Lost Ones |
| #             | Cím           | Hossz         |               |               |               |               |               |               |               |
| ------------- | ------------- | ------------- | ------------- | ------------- | ------------- | ------------- | ------------- | ------------- | ------------- |
| 1.            | Lost One      | 3:39          |               |               |               |               |               |               |               |
| 2.            | Lost Two      | 2:13          |               |               |               |               |               |               |               |
| 3.            | Lost Three    | 3:34          |               |               |               |               |               |               |               |
| 4.            | Lost Four     | 3:28          |               |               |               |               |               |               |               |
| 5.            | Lost Five     | 2:31          |               |               |               |               |               |               |               |
| 6.            | Lost Six      | 2:17          |               |               |               |               |               |               |               |
| 7.            | Lost Seven    | 4:12          |               |               |               |               |               |               |               |
| 8.            | Lost Eight    | 3:59          |               |               |               |               |               |               |               |
| 9.            | Lost Nine     | 3:23          |               |               |               |               |               |               |               |
| 10.           | Lost Ten      | 2:40          |               |               |               |               |               |               |               |
| 11.           | Lost Eleven   | 3:50          |               |               |               |               |               |               |               |
| 35:46         |               |               |               |               |               |               |               |               |               |

## Helyezések
| Slágerlista (2010)                    | Legmagasabb helyezés |
| ------------------------------------- | -------------------- |
| USA Billboard Dance/Electronic albums | 18                   |